# Densité de courant
Pour les articles homonymes, voir Densité (homonymie).
La densité de courant, ou densité volumique de courant, est un vecteur qui décrit le courant électrique à l'échelle locale, en tout point d'un système physique. Dans le Système international d'unités, son module s'exprime en ampères par mètre carré (A/m2 ou A m−2). À l'échelle du système tout entier il s'agit d'un champ de vecteurs, puisque le vecteur densité de courant est défini en tout point.
Quand l'électricité circule essentiellement à la surface d'un objet (notamment celle d'un conducteur parcouru par un courant électrique de haute fréquence), on définit la densité surfacique de courant, également vectorielle, dont le module s'exprime en ampères par mètre (A/m ou A m−1).
Quand l'électricité circule dans un conducteur filiforme (de dimensions latérales très petites en comparaison de sa longueur), on définit la densité linéique de courant, un vecteur parallèle au fil, dirigé dans le sens du courant et dont le module est l'intensité électrique, exprimée en ampères (A).

## Définition

### Densité volumique
Un courant électrique est un débit de charges électriques à travers une surface orientée. Pour une surface élémentaire {\displaystyle \mathrm {d} S} décrite par son vecteur normal {\displaystyle {\vec {\mathrm {d} S}}}, l'intensité {\displaystyle \mathrm {d} I} du courant traversant cette surface et {\displaystyle {\vec {j}}}, le vecteur densité de courant en ce point, sont reliés par :
{\displaystyle \mathrm {d} I={\vec {j}}\cdot {\vec {\mathrm {d} S}}}.
Pour obtenir l'intensité du courant à travers une surface finie S, on intègre cette relation sur la surface totale :
{\displaystyle I=\iint _{S}{\vec {j}}\cdot {\vec {\mathrm {d} S}}}.
Le signe de I est alors lié à l'orientation de la surface S.

### Densité surfacique
Une densité de courant est par défaut une densité de courant volumique. Si l'on considère un conducteur dont une des dimensions est très faible devant les deux autres (une plaque d'épaisseur e), on peut définir la densité surfacique de courant :
{\displaystyle {\vec {j}}_{\mathrm {S} }=\int _{0}^{e}{\vec {j}}\,\mathrm {d} z}
où z désigne une coordonnée mesurée perpendiculairement à la surface.
L'intensité du courant passant à travers une ligne tracée sur la surface est alors
{\displaystyle I=\int _{0}^{l}{\vec {j}}_{\mathrm {S} }\cdot {\vec {\mathrm {d} l}},}
où la ligne est décrite par son vecteur normal {\displaystyle {\vec {\mathrm {d} l}}}.

### Densité linéique
On peut de même définir la densité linéique de courant, pour les circuits électriques classiques (où les conducteurs sont des fils de section faible par rapport à leur longueur) :
{\displaystyle {\vec {j}}_{\mathrm {L} }=\iint _{S}{\vec {j}}\;\mathrm {d} S}
où l'intégrale est étendue à l'ensemble d'une section S du fil.
L'intensité électrique circulant dans le fil est alors :
{\displaystyle I=\|{\vec {j}}_{\mathrm {L} }\|}.
En d'autres termes, la densité linéique est le vecteur :
{\displaystyle {\vec {j}}_{\mathrm {L} }=I\,{\hat {u}}}, où {\displaystyle {\hat {u}}} est un vecteur unitaire tangent au fil et dirigé dans le sens du courant.

## Lien avec la densité de flux
Le courant électrique pouvant être considéré comme un débit de charges, le vecteur densité de courant est directement proportionnel à la somme des vecteurs densités de flux des différentes espèces chargées qui participent au courant :
{\displaystyle {\vec {j}}=\sum _{i}q_{i}\,n_{i}\,{\vec {v}}_{i}}
avec
- {\displaystyle {\vec {v}}_{i}} la vitesse moyenne de l'espèce numérotée i au point considéré;
- {\displaystyle n_{i}} la densité volumique de l'espèce numérotée i au point considéré;
- {\displaystyle q_{i}} la charge électrique de l'espèce numérotée i.

La somme s'étend à toutes les espèces chargées présentes. Par suite de ces définitions, le vecteur
{\displaystyle n_{i}\,{\vec {v}}_{i}} est le vecteur densité de flux d'une espèce.

## Lien avec l'équation de Maxwell-Ampère
Dans le domaine de l'électromagnétisme, les équations de Maxwell permettent de décrire la propagation d'une onde électromagnétique. La 4e équation (appelée équation de Maxwell-Ampère) fait intervenir la densité de courant circulant au sein du matériau traversé par l'onde électromagnétique étudiée.
On part de l'équation de Maxwell-Ampère :
{\displaystyle {\overrightarrow {\operatorname {rot} }}{\overrightarrow {B}}=\mu _{0}{\overrightarrow {J_{\textrm {tot}}}}}
où {\displaystyle {\overrightarrow {B}}} est le champ magnétique, {\displaystyle \mu _{0}} la perméabilité du vide et {\displaystyle {\overrightarrow {J_{\textrm {tot}}}}} la densité de courant totale, s'exprimant :
{\displaystyle {\overrightarrow {J_{\textrm {tot}}}}={\overrightarrow {J_{c}}}+{\overrightarrow {J_{p}}}+{\overrightarrow {J_{m}}}+{\overrightarrow {J_{d}}}}.
Dans cette expression, on peut détailler :
- la densité de courant de conduction (on reconnaît la loi d'Ohm locale)     {\displaystyle {\overrightarrow {J_{c}}}=\sigma {\overrightarrow {E}}}, avec σ la conductivité,
- la densité de courant de polarisation {\displaystyle {\overrightarrow {J_{p}}}={d{\overrightarrow {P}} \over dt}}      , où {\displaystyle {\overrightarrow {P}}} est le vecteur de polarisation,
- la densité de courant d'aimantation     {\displaystyle {\overrightarrow {J_{m}}}={\overrightarrow {rot}}{\overrightarrow {M}}}      , où {\displaystyle {\overrightarrow {M}}} est le vecteur aimantation,
- la densité de courant de déplacement {\displaystyle {\overrightarrow {J_{d}}}=\varepsilon _{0}{\partial {\overrightarrow {E}} \over \partial t}}      , où {\displaystyle \varepsilon _{0}} est la permittivité du vide.

## Applications

### Électromagnétisme et électrotechnique
La densité de courant est utilisée pour manipuler les phénomènes de conduction électrique à l'échelle locale, notamment dans :
- la loi d'Ohm locale ;
- l'effet Joule local ;
- l'expression de la conservation de la charge électrique ;
- l'équation de Maxwell-Ampère ;
- les définitions de la conductivité et de la résistivité.

### Géophysique
Les électromètres à densité de courant sont utilisés dans le domaine de la géophysique marine pour appréhender les valeurs de conductivité électrique du sous–sol ,,.

### Physiologie humaine
Le courant induit dans l’organisme humain est généralement exprimé en densité de courant (produit du champ électrique interne et de la conductivité du corps humain). Par exemple, en cas d'exposition à des champs électromagnétiques d'extrêmement basse fréquence (50 Hz typiquement) « l’hypothèse simplificatrice d’une conductivité homogène du corps
humain de 0,2 siemens par mètre est utilisée ».

## Défaillance due à une densité de courant excessive
Une densité de courant trop élevée peut être une cause de défaillance pour un dispositif :
- pour un fil électrique, une surchauffe, avec des conséquences telles qu’un incendie ou la fusion du conducteur[6],[7] ;
- pour un supraconducteur, la perte de supraconductivité par dépassement de la densité de courant critique[8],[9] ;
- pour un circuit intégré, où les densités de courant peuvent être très élevées, la défaillance par électromigration[10] (cf. équation de Black)[11].